# René Veenstra
René Veenstra (Groningen, 16 oktober 1969) is een Nederlands hoogleraar sociologie aan de Rijksuniversiteit Groningen. Hij was wetenschappelijk directeur (2014-2023) en is nu bestuurslid van het Interuniversitair Centrum voor Sociaal-Wetenschappelijke Theorie en Methodologie (ICS). Het ICS is een gezamenlijke graduate school van de sociologie-afdelingen van de Rijksuniversiteit Groningen, de Universiteit Utrecht, de Radboud Universiteit en de Universiteit van Amsterdam. In 2011 werd hij benoemd tot hoogleraar sociologie. Zijn oratie gaf hij in 2013.

## Biografie
Veenstra studeerde in 1994 af in de Onderwijskunde en Algemene Pedagogiek aan de Rijksuniversiteit Groningen. In 1999 promoveerde hij bij Jules Peschar en Tom Snijders op het proefschrift Leerlingen – klassen – scholen: Prestaties en vorderingen van leerlingen in het voortgezet onderwijs. Van 2000 tot en met 2004 werkte hij als postdoc (met Siegwart Lindenberg en Hans Ormel) en als datamanager bij TRAILS (TRacking Adolescents’ Individual Lives Survey).
Hij werkte mee aan enkele onderzoeken in opdracht van het ministerie van Justitie. In 2010 betrof het onderzoek naar de effectiviteit van de terroristenafdeling binnen de penitentiare inrichtingen van Vught en De Schie en in 2019 betrof het onderzoek naar huiselijk geweld.
In 2015 ontving hij van NWO een Vici Beurs voor het onderzoek Anti-bullying programs 2.0: Tailored interventions to minimize bullying. Sinds 2016 gaf hij onder de titel "De pest aan pesten" geregeld een kindercollege over zijn onderzoek.
Veenstra is lid van de stuurgroep van het onderzoeksprogramma GUTS (Growing Up Together in Society), gefinancierd door het ministerie van Onderwijs, Cultuur en Wetenschap met 22 miljoen euro. Dit 10-jarige programma (2023-2032), onder leiding van Eveline Crone, heeft de ambitie om de optimale kansen voor jongeren te onderzoeken, zowel voor zichzelf als voor de huidige en toekomstige samenleving. In GUTS wordt sociaal-netwerkonderzoek gecombineerd met hersenonderzoek.

## Onderzoek
Veenstra onderzoekt en geeft leiding aan onderzoek naar de sociale ontwikkeling van adolescenten. Deze onderzoekslijn verklaart het menselijk gedrag vanuit een goal-framing benadering en bestudeert sociale normen, sociale invloed en de fijne-schoolparadox. Hij redigeerde een themanummer van het Journal of Research on Adolescence over selectie- en beïnvloedingsprocessen in adolescentenonderzoek en een themanummer van het International Journal of Behavioral Development over sociale normen en gedragsontwikkeling.
Zijn onderzoeklijn maakt gebruik van verschillende analysetechnieken, inclusief sociale-netwerkanalyse technieken zoals Siena, een programma ontwikkeld door Tom Snijders, de promotor van Veenstra. Om meer inzicht in de ontwikkeling van gedrag te krijgen, worden longitudinale datasets gebruikt, zoals TRAILS, SNARE, KiVa NL, PEAR en PRIMS.
Sinds 2005 doet Veenstra onderzoek naar pesten. In 2011 pleitte hij voor het stoppen van de wildgroei van anti-pestprogramma's in scholen, omdat de meeste programma's niet werken of zelfs een averechts effect hebben. In 2018 werkte Veenstra mee aan een onderzoek naar de effectiviteit van tien veelgebruikte anti-pestprogramma's. Daaruit bleek dat PRIMA, KiVa, Taakspel en Alles Kidzzz goed werken. De eerste twee zijn universele programma's waarbij de hele school wordt betrokken. Taakspel is een programma gericht op moeilijke klassen. Alles Kidzzz is een individueel programma voor kinderen met een agressieprobleem. Het onderzoek 'Wat werkt tegen pesten?' werd in een kennisclip uitgelegd. In 2021 pleitte hij, in navolging van de kinderombudsvrouw Margrite Kalverboer, om scholen te dwingen om pesten aan te pakken.

## SNARE
SNARE (Social Network Analysis of Risk behavior in Early adolescence) is een Nederlandse sociale-netwerkdataset met ongeveer 1800 leerlingen van twee scholen: één in het midden en één in het noorden van Nederland. Longitudinale sociale netwerkstudies met SNARE waren gericht op hoe vrienden elkaar selecteren en beïnvloeden op bijvoorbeeld schoolprestaties, agressie en hulpgedrag.

## KiVa NL
KiVa NL is een dataset verzameld om het anti-pestprogramma KiVa in Nederland te evalueren. KiVa is oorspronkelijk een Fins programma en werd ontwikkeld door Christina Salmivalli. De interventie is door het Nederlands Jeugdinstituut (NJI) effectief bevonden bij het voorkomen en oplossen van pesten op basisscholen. KiVa benadrukt de rol van de hele groep bij pesten. Leraren zijn belangrijk voor het geven van lessen aan leerlingen en het doorbreken van de macht die pesters over hun klasgenoten hebben. KiVa NL bevat data van in totaal ongeveer 10.000 leerlingen van 98 scholen. De gegevensverzameling begon in 2012 met een voormeting in klas 2-5. De leerlingen werden gedurende twee jaar elke zes maanden gevolgd, wat resulteerde in vijf metingen. Longitudinale sociale-netwerkstudies met KiVa NL richtten zich op de ontwikkeling van enerzijds daderschap en slachtofferschap van pesten en anderzijds antipathieën, verdedigingsrelaties, vriendschappen en populariteit.

## PEAR
Het PEAR-onderzoek (Peers and the Emergence of Adolescent Romance), uitgevoerd in 2014-2015, onder tweeduizend middelbare scholieren toont aan dat seksuele relaties een lange keten vormen, als gevolg van een onderliggende sociale norm: jongeren daten niet met de ex van een vriend. Seksueel actieve meisjes verliezen vaker vriendschappen en ervaren sociale afkeuring, terwijl dit bij jongens niet voorkomt . Toch worden zowel jongens als meisjes populairder naarmate ze seksueel actiever zijn, wat wijst op een dubbele standaard in vriendschappen, maar niet in populariteit.
Daarnaast werd PEAR gebruikt om de invloed van vriendschappen op homofobe attitudes te onderzoeken. Heteroseksuele jongeren met LGBT-vrienden rapporteren minder homofobie, maar geslacht blijkt hierin bepalender (meisjes hebben twee keer zo vaak LGBT-vrienden dan jongens) dan de vriendschappen zelf, wat de contacthypothese niet ondersteunt.

## Erkenning
In de periode 2007-2011 was Veenstra gasthoogleraar bij de vakgroep psychologie aan de Universiteit van Turku, Finland. Hij was van 2010 tot 2016 redacteur van het Journal of Research on Adolescence. In 2015 werd hij genomineerd voor de Huibregtsenprijs voor vernieuwend wetenschappelijk onderzoek. Hij was een hoofdspreker op het World Anti-Bullying Forum in 2019  en bij het congres van de International Society for the Study of Behavioral Development in 2024. Hij is gekozen als lid van de Koninklijke Nederlandse Akademie van Wetenschappen, de Koninklijke Hollandse Maatschappij der Wetenschappen (KHMW) en de International Society for the Study of Behavioral Development. In 2022 sprak hij in de Martinikerk bij de opening van het Academisch Jaar in Groningen. Hij is sinds 2025 redacteur van Merrill-Palmer Quarterly: A Peer Relations Journal.